# Richard Swann Lull

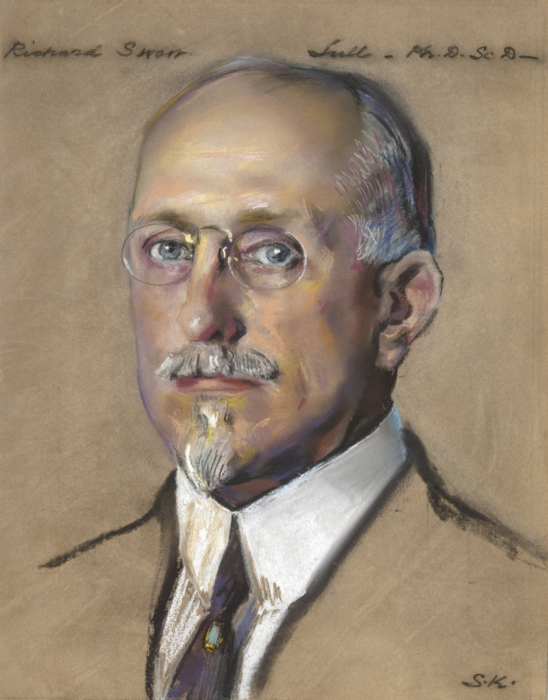
Gemäldeporträt von Lull durch William Sergeant Kendall

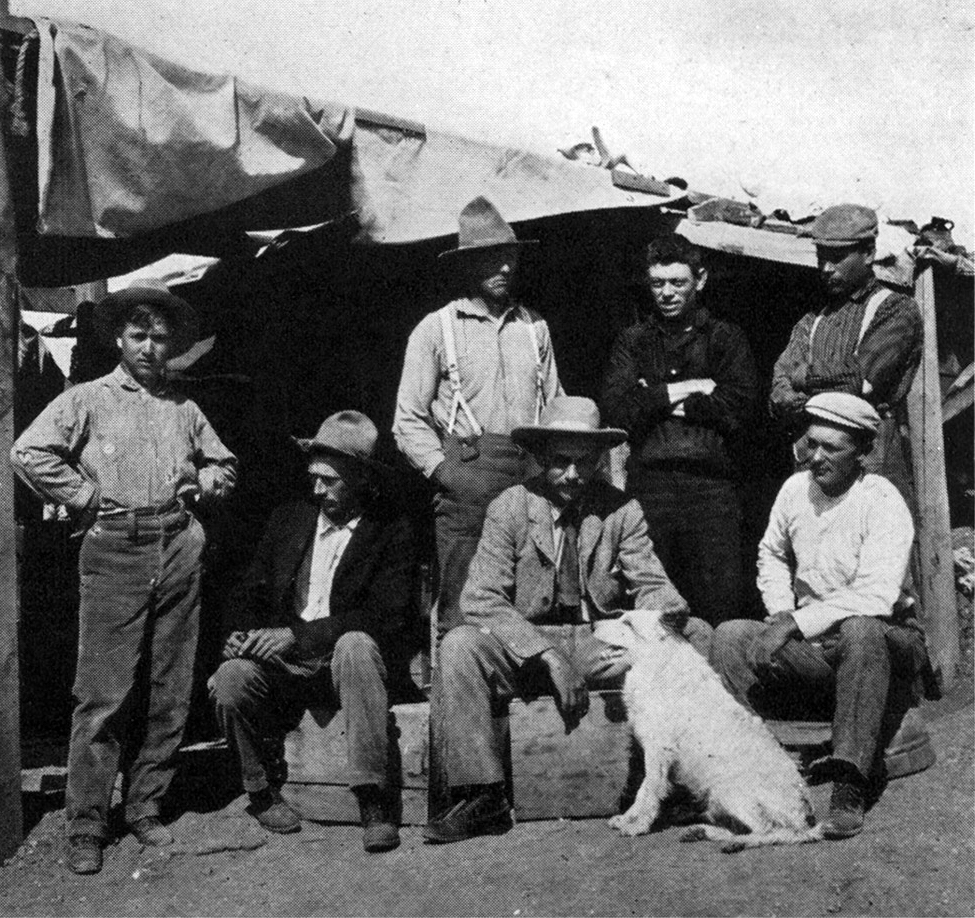
Expedition des American Museum of Natural History an der Bone-Cabin Dinosaurier Fundstelle, sitzend in der Mitte mit Hund Henry Fairfield Osborn, links davon der Entdecker der Fundstelle Walter W. Granger und rechts W. D. Matthew, stehend von links F. Schneider, R. S. Lull, Albert Thomson, Peter Kaisen

Richard Swann Lull, zitiert als R. S. Lull, (* 6. November 1867 in Annapolis; † 22. April 1957) war ein US-amerikanischer Wirbeltier-Paläontologe.
Lull war der Sohn eines Marineoffiziers, seine Mutter Elizabeth Burton war Tochter des Generals Henry Stanton Burton. Lull war kurzsichtig und konnte deshalb nicht die militärische Laufbahn seiner Vorfahren einschlagen. Er studierte Zoologie am Rutgers College mit dem Masterabschluss 1896. 1918 erhielt er dort einen Ehrendoktor. Lull arbeitete kurz als Entomologe für das US-Landwirtschaftsministerium und wurde 1894 Assistant Professor und später Associate Professor für Zoologie am State Agricultural College in Amherst (Massachusetts). Dort war eine Sammlung fossiler Dinosaurier Spuren aus dem Red Bed des Connecticut-River-Tals, was ihn zur Paläontologie brachte.
1899 war er an der Ausgrabung des American Museum of Natural History in der jurassischen Bone Cabin Quarry in Wyoming (nördlich Laramie) beteiligt (unter Leitung von Henry Fairfield Osborn), die 1897 von Walter W. Granger entdeckt wurde und wo viele Skelette des Museums (wie ein Brontosaurus, Stegosaurus und Allosaurus) gefunden wurden. Dort wurde 1898 bis 1905 ausgegraben. Ab 1902 war er an Ausgrabungen des Museums in Montana beteiligt.
1903 wurde er an der Columbia University bei Osborn promoviert, war dann wieder in Amherst und ab 1906 Assistant Professor für Wirbeltier-Paläontologie an der Yale University und Associate Curator für Wirbeltier-Paläontologie am Peabody Museum of Natural History des Museums. 1922 bis zu seiner Emeritierung 1936 war er dort Direktor. In seine Zeit fiel der Umzug des Museums mit der Montierung einiger der großen Dinosaurierskelette aus der Sammlung von Othniel Charles Marsh (den Lull selbst nie traf, da dieser 1894 starb) in der Great Hall. Lull war ein beliebter Lehrer in Yale. An Ausgrabungen nahm er in Yale kaum teil, nach seinen Worten konnte man die besten Ausgrabungen in den Magazinen des Peabody machen.
1917 wurde er in die American Academy of Arts and Sciences gewählt. 1933 erhielt er die Daniel Giraud Elliot Medal der National Academy of Sciences. 1951 wurde er Ehrenmitglied der Society of Vertebrate Paleontology.
Er war (wie auch andere damalige Paläontologen) Anhänger einer zur Darwinschen alternativen Evolutionstheorie, die auch plötzliche Sprünge in der Artenbildung postulierte (Orthogenese). Als Beispiel nannte er das Geweih des Riesenhirsches Megaloceros giganteus (Irish Elk).
Er prägte die Gattungsnamen Anchisauripus (1904, ein Spurentaxon der Theropoden), Diceratops (1905, zusammen mit John Hatcher; heute ersetzt durch Nedoceratops), Proceratops (1906, als Ersatzname für Ceratops; beide heute Nomina dubia) und Anatosaurus (zusammen mit Nelda E. Wright, 1942; heute ein Synonym von Edmontosaurus).
Zu seinen Schülern gehört George Gaylord Simpson.

## Schriften
- Organic Evolution, MacMillan 1917, 1939
- Ancient Man, Doubleday 1928
- mit John Bell Hatcher Ceratopsia (based on preliminary studies of Othniel C. Marsh), Washington D. C., United States Government Printing Office 1907
- A revision of Ceratopsia, New Haven 1933
- Fossils; what they tell us of plants and animals of the past, New York 1932
- Triassic life of the Connecticut valley, Hartford 1915 (State Geological and Natural History Survey of Connecticut, Bulletin 24)
- The ways of life, New York, London, Harper Brothers 1925